# Никольская церковь (Стари-Сланкамен)
Никольская церковь (серб. Црква Светог Николе ) — православный храм Сремской епархии Сербской православной церкви в селе Стари-Сланкамен общины Иджия Сремского округа Воеводины. Памятник культуры Сербии исключительного значения.

## История
Церковь была построена в 1468 году деспотом Вуком Бранковичем, известным под прозвищем Огненный Змей Вук. Образцом для неё служила, вероятнее всего, церковь монастыря Раваница. Храм впервые был упомянут в 1501 году в надписи священника Джордже на Евангелии Пивского монастыря.
Нынешний вид церковь приобрела в XVIII после многочисленных реконструкций. К храму была пристроена барочная колокольня с оловянным навершием. Единственная сохранившаяся фреска — Три святителя конца XV или начала XVI века. Новый иконостас был расписан в 1764 году неизвестным автором. Сохранились также 4 иконы со старого иконостаса, написанные художником Василием Остоичем в 1749 году. В ходе исследований в 1954 году были найдены остатки архитектурной пластики, выполненной в духе моравской школы.